# Cloacina

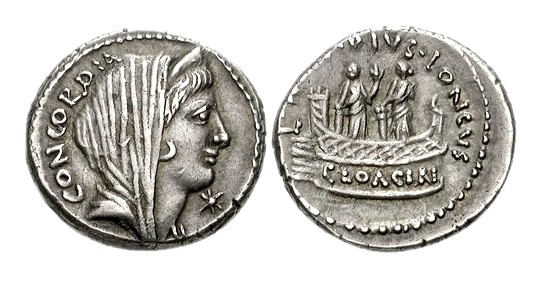
Denario del 42 a.C. Sul dritto: busto della Concordia. Al rovescio: le statue di Venere e Cloacina sulla piattaforma con balaustra metallica del sacello.

Cloacina, nella mitologia romana, era la dea protettrice della Cloaca Maxima, la parte più antica ed importante del sistema fognario di Roma. Era una divinità di origine etrusca: infatti, secondo la leggenda, la realizzazione della Cloaca Maxima iniziò sotto il regno di uno dei re etruschi di Roma, Tarquinio Prisco, e terminò sotto il regno di un altro etrusco, Tarquinio il Superbo.

## Culto
Il suo culto fu introdotto da Tito Tazio. La città era nata infatti su un terreno basso e paludoso, in prossimità del guado che ne favoriva gli scambi sia con l'Etruria sia con chi proveniva dal Tevere: lì era sorto il Foro primitivo, e lì si radicava la sua fortuna. Questa topografia rese i romani precocemente consapevoli del fatto che un buon sistema fognante fosse importante per la salute pubblica, poiché permetteva di sanificare il principale luogo di scambio e di prevenire epidemie. Di qui la spinta a immaginare una divinità protettrice del luogo e della funzione che vi si svolgeva. Il nome Cloacina, infatti, è connesso al verbo latino cluo/cluěre, che significa 'purificare', 'pulire' - stessa radice della parola latina 'cloaca' che significa appunto fognatura. 
In seguito la dea venne identificata con Venere, titolare della statua vicina nel sacello dedicato all'omonima dea. A Cloacina, infatti, era dedicato il sacello di Venere Cloacina: un piccolo santuario situato nel Foro Romano davanti alla basilica Emilia, in corrispondenza del punto d'ingresso della Cloaca Maxima nel Foro, e del quale rimangono solo le fondamenta circolari.
Il culto di Venus Cloacina è da mettersi in relazione anche con il concetto di divinità purificatrice e catartica dei conflitti civili tra Romani e Sabini, volutamente riproposto da Ottaviano che invoca questa dea nel processo di purificazione, realizzato attraverso le sue guerre, della società romana, macchiatasi di empietà per l'uccisione del pontifex maximus Giulio Cesare.